# Arc de politges
|  | No s'ha de confondre amb arc compost. |

L'arc de politges és un arc modern que té unes politges en els seus extrems, per les quals passa la corda de l'arc. Està construït amb un sistema politja/palanca que atorga a l'usuari un avantatge mecànic, atès que els extrems d'un arc de politges són molt més rígids que els d'un arc llag o compost. Aquesta rigidesa fa que l'arc de politges sigui energèticament més eficient que altres arcs, ja que es dissipa menys energia en el moviment de les extremitats. La construcció de la més alta tecnologia millora la precisió reduint la sensibilitat de l'arc a canvis de temperatura i humitat. Tot això ha fet que els arcs de politges siguin àmpliament utilitzats tant en el tir amb arc esportiu com en caceres.
De vegades se'l sol anomenar, erròniament, «arc compost» per traducció del seu nom en anglès, compound bow, però en realitat aquest terme és erroni doncs el veritable arc compost (en anglès composite bow) és molt més antic i no utilitza politges. Si se l'anomena «compost» és perquè el seu cos està compost per làmines de fusta, os i tendons, una tècnica de construcció d'arcs que ja té varis milers d'anys d'antiguitat. Els arcs de politges, en canvi, van ser desenvolupats i patentats per Holless Wilbur Allen als Estats Units en els anys 1960 i s'han anat fent cada vegada més populars.

## Mecànica i funcionament

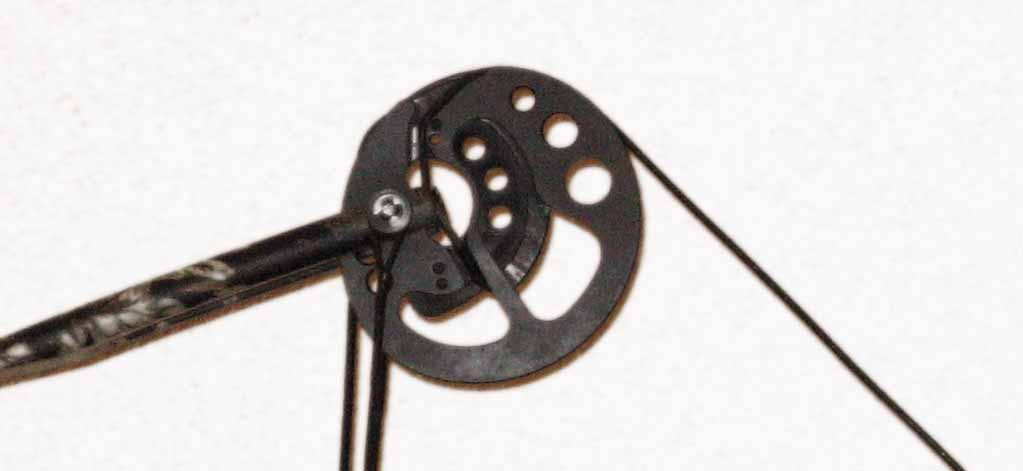
Detall d'una politja.

Com l'arc es tibant amb l'ajuda de les politges, que són excèntriques, redueix al seu torn la quantitat de força que es necessita per completar l'obertura de l'arc. Es veuen poc afectats pels canvis de temperatura i humitat, i proporcionen major precisió, acceleració i distància en comparació de l'arc convencional. A diferència dels arcs convencionals, que en general estan fets de fusta (arcs monolítics) o de fusta laminada amb altres materials (arcs composts), els arcs de politges estan sovint fabricats amb alumini i algun tipus de material compost.
A mesura que s'estén l'única corda convencional, el radi de les politges i la tensió van en augment, fins que tornen a disminuir, permetent un temps relaxat per a la punteria i el tret. En la descàrrega, la corda s'accelera ràpidament. Existeixen avantatges mecànics per a les politges:
- En arribar la corda al màxim del que es pot estirar, les politges han disminuït la tensió inicial i d'aquesta manera es facilita l'acció d'apuntar.
- Les politges permeten al arquer tibar un arc amb una major potència per corbar-ho que la que ells podrien desenvolupar amb un arc convencional només amb la seva força (avui dia hi hauria molt poques persones que podrien disparar amb exactitud solament utilitzant la seva força amb les cordes dels arcs llargs tensades com en el Mary Rose).
- La corda segueix accelerant la fletxa des del seu alliberament fins al punt d'inici, aconseguint més força i, per tant, més velocitat.

Els arquers, en les competicions de tir amb arc d'avui dia, en general, es valen de l'ajuda d'un disparador, l'ús del qual manté la corda en el mateix pla, a diferència del que ocorre en usar els dits. Aquesta ajuda fixa la corda de l'arc i permet al arquer alliberar la corda amb una pulsació del mecanisme.

## Tipus

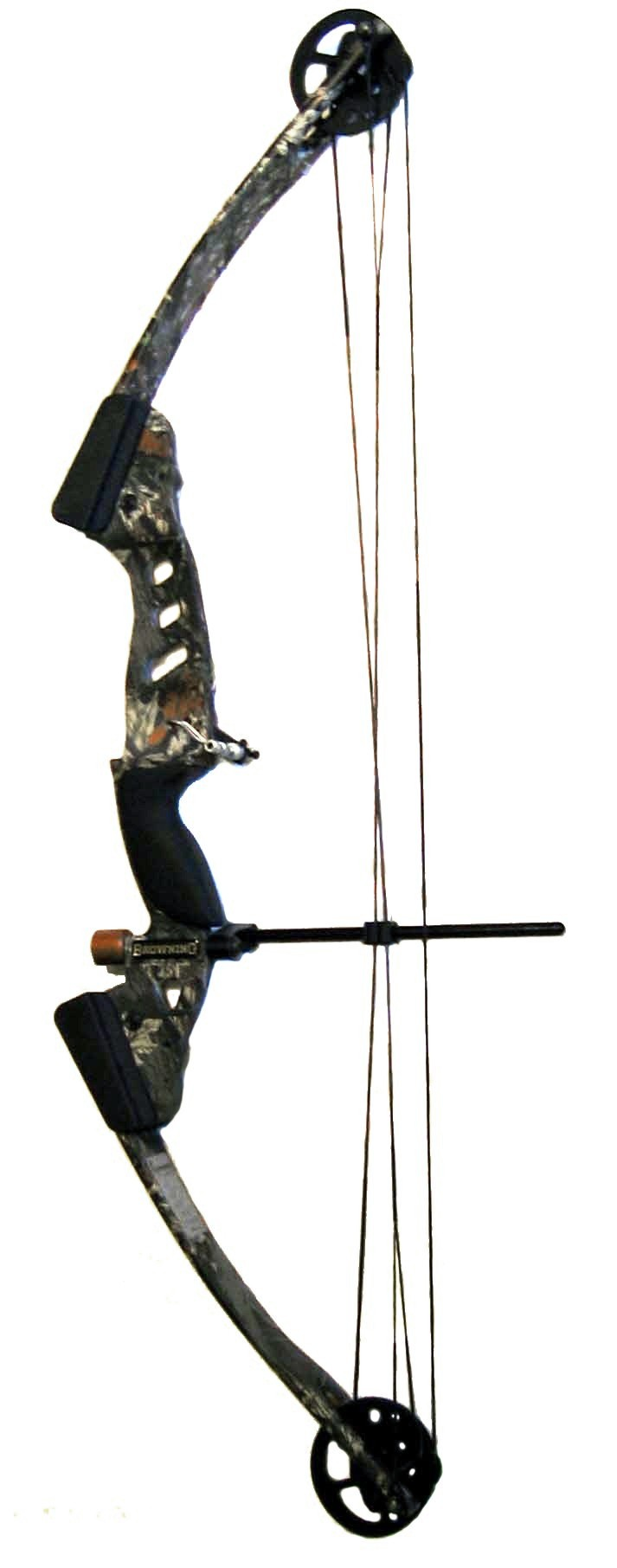
Un arc de politges Browning.

### Segons el tipus de cos
Atenent al tipus de cos (part central de l'arc, per on es realitza l'agarri) els arcs de politges poden classificar-se en:
Deflexos: també anomenats còncaus. Es tracta un cos el punt del qual de suport de la mà es troba per davant de l'eix que uneix les bases dels bressols on les pales, conegudes com a "mortalles", s'uneixen al cos. Compten amb característiques a favor seu, com les de ser els arcs més fiables, precisos i silenciosos al mateix temps, sent a més els més idonis per a aquells tiradors que usen els dits per realitzar els trets. I en el seu detriment, les de ser els que menor quantitat d'energia transmeten a la fletxa. La distància entre la corda i el punt de pern ha d'estar compresa entre les 9 i 11 polzades.
Rectes o neutres: en aquest tipus d'arcs l'eix que uneix les bases de les pales passa just o aproximadament pel punt on es recolza la mà en l'empunyadura de l'arc. Les característiques són intermèdies entre les dels altres dos tipus. La distància entre la corda i el punt de pern ha d'estar entre les 8 i 9 polzades.
Reflexos: també anomenats convexos. En aquesta ocasió la posició de la mà en el cos de l'arc està per darrere de l'eix que uneix els encastis, això és, els punts on s'insereixen els cargols de les pales. Compten amb la possibilitat d'enviar major quantitat d'energia a la fletxa que els altres dos dissenys de cos, però es necessita molta experiència en tir per fer-se amb ells posat que solen ser molt inestables; a qualsevol moviment estrany en la solta li correspon una descompensació en la sortida de la fletxa, i tenen tendència a ser alguna cosa sorollosos.

### Segons el tipus de politja
Segons el tipus de politges que portin, els arcs de politges es classifiquen en:
Arc de politja rodona (en anglès round wheels): aquestes politges són de forma rodona, tant la part destinada al cable com la de la corda. Per la seva forma són les més suaus d'obrir; els arcs que porten aquestes politges són els més silenciosos i fiables, però són les que menys energia transmeten a la fletxa. És el tipus de politges amb el qual els arcs d'iniciació (de politges) venen proveïts. És la politja que més se sol utilitzar en els arcs de precisió. En els arcs de concepció econòmica estan confeccionades en tefló, passant a ser d'alumini en els de energy wheels.
Arc de politja energètica (en anglès energy wheels): en aquestes politges el mòdul de la corda segueix sent rodó, però el destinat al cable té forma oblonga; té la mateixa forma que s'obtindria en tallar una pilota de rugbi al seu centre i al llarg del mateix. Aquest tipus de politja transmet més energia a la fletxa que l'anterior, mentre que conserva moltes de les propietats de les lleves speed cam rodones.
Arcs amb politges speed cam: són les que compten amb el disseny més radical de tots els tipus de politges de lleves. En elles tant el mòdul destinat al cable com el de les politges són de forma oblonga; d'aquesta manera emmagatzemen el màxim d'energia en les pales per posteriorment llançar la fletxa a gran velocitat. Tenen en detriment que són molt sorolloses, per la seva forma són dures de tibar i difícils d'ajustar. S'ha de tenir sobre elles una constant vigilància doncs se solen arribar a dessincronitzar. És molt aconsellable que amb els arcs que posseeixin aquest tipus de politges s'utilitzin disparadors mecànics.
Arcs amb politges one cam: és la combinació d'una politja excèntrica i una roda cèntrica. D'aquest tipus de sistema s'està dotant últimament als arcs de nova concepció. En ells la corda fa la vegada de cable en passar per la roda cèntrica, deixant l'ús de la politja per a l'altre cable. Una dels avantatges que aporta aquest sistema és el de despreocupar-se de l'ajust de sincronia en l'obertura de les dues politges.